# Zachary Quinto

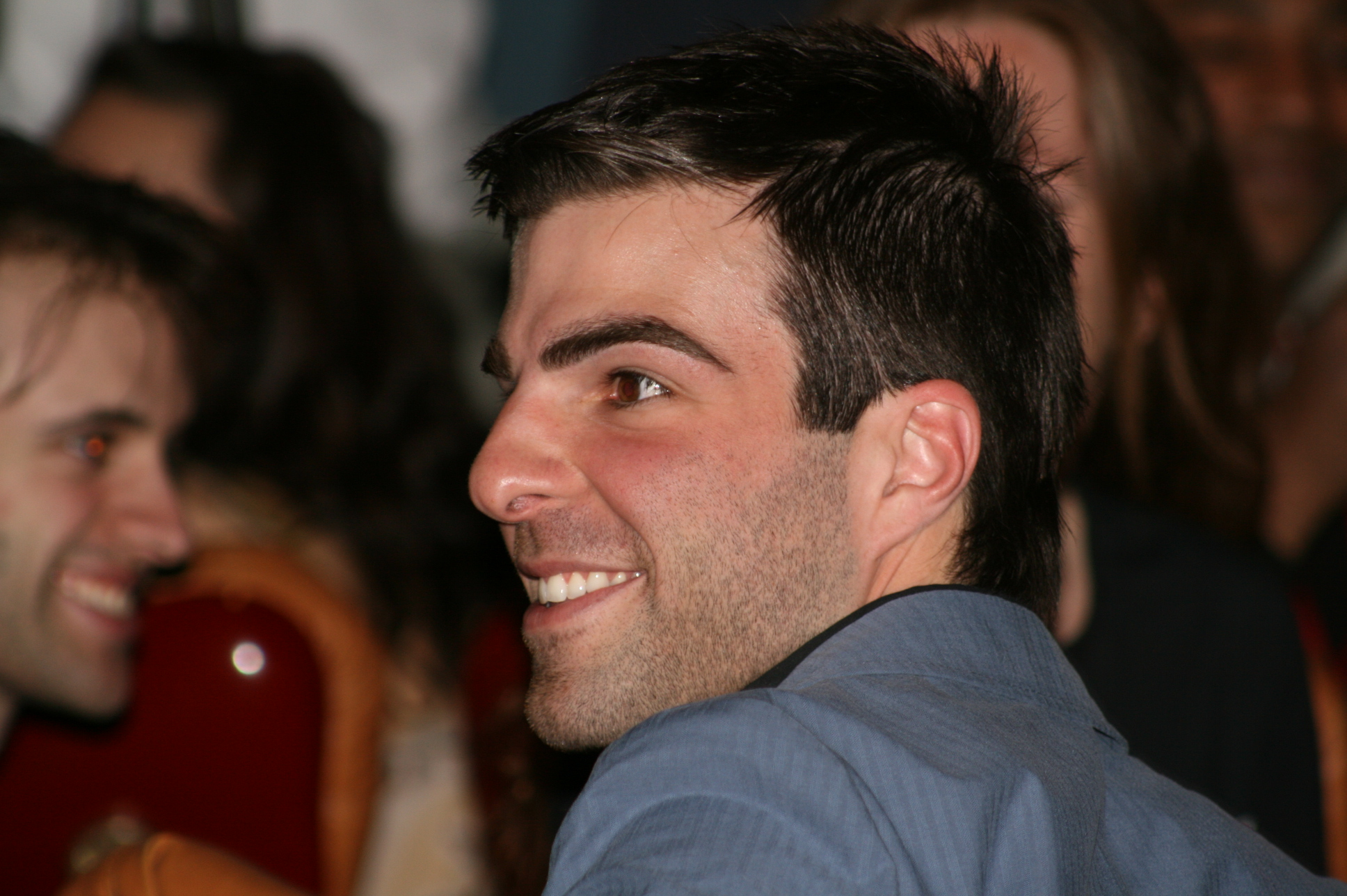
Zachary Quinto, 2007

Zachary John Quinto, född den 2 juni 1977 i Pittsburgh, Pennsylvania, är en amerikansk skådespelare.

## Bakgrund
Zachary Quintos påbrå är till hälften italienskt och till hälften irländskt, men själv är han född och uppvuxen i USA. 1999 tog han examen från Carnegie Mellon School of Drama. Efter studierna har han medverkat som gästskådespelare i en mängd populära tv-serier, bland andra Förhäxad, CSI: Crime Scene Investigation och The Agency. Quinto fick sin första fasta roll i 24 där han medverkade under en säsong. Han medverkade även i komediserien So Notorious där han spelade Tori Spellings bästa vän Sasan. Han har även spelat superskurken Sylar i tv-serien Heroes.
2009 tog han över efter Leonard Nimoy i rollen som Spock i J.J. Abrams Star Trek-filmer.

## Filmografi
| År   | Titel                          | Roll                        | Info                         |
| ---- | ------------------------------ | --------------------------- | ---------------------------- |
| 2000 | The Others                     | Tony                        | TV-serie, gästskådespelare   |
| 2000 | Code Blue                      | (Röst) Monty Rodriguez      | Spel                         |
| 2001 | Touched by an Angel            | Mike                        | TV-serie, gästskådespelare   |
| 2001 | An American Town               | Bennett                     | TV-program                   |
| 2002 | CSI: Crime Scene Investigation | Mitchell Sullivan           | TV-serie, gästskådespelare   |
| 2002 | Off Centre                     | Smudge                      | TV-serie, gästskådespelare   |
| 2002 | Lizzie McGuire                 | Director                    | TV-serie, gästskådespelare   |
| 2002 | Haunted                        | Paul Kingsley               | TV-serie, gästskådespelare   |
| 2002 | The Agency                     | Jay Lambert                 | TV-serie, gästskådespelare   |
| 2003 | Six Feet Under                 | Hip Student                 | TV-serie, gästskådespelare   |
| 2003 | Förhäxad                       | Warlock                     | TV-serie, gästskådespelare   |
| 2003 | Miracles                       | Messenger                   | TV-serie, gästskådespelare   |
| 2003 | 24                             | Adam Kaufman                | TV-serie, Biroll (2003-2004) |
| 2004 | Dragnet                        | Howard Simms                | TV-serie, gästskådespelare   |
| 2004 | Hawaii                         | Loomis                      | TV-serie, gästskådespelare   |
| 2004 | Joan of Arcadia                | Pretentious Filmmaker God   | TV-serie, gästskådespelare   |
| 2005 | Blind Justice                  | Scott Collins               | TV-serie, gästskådespelare   |
| 2006 | Crossing Jordan                | Leo Fulton, Jr.             | TV-serie, gästskådespelare   |
| 2006 | Twins                          | Jason                       | TV-serie, gästskådespelare   |
| 2006 | 24: The Game                   | (Röst) Adam Kaufman         | Spel                         |
| 2006 | So noTORIous                   | Sasan                       | TV-serie, biroll             |
| 2007 | Heroes                         | Sylar                       | TV-serie (2006-2010)         |
| 2009 | Star Trek                      | Spock                       | Film                         |
| 2011 | Margin Call                    | Peter Sullivan              | Film                         |
| 2011 | American Horror Story          | Chad/Doktor Oliver Thredson | TV-serie (2011-2012)         |
| 2011 | What's Your Number?            | Rick                        | Film                         |
| 2012 | American Horror Story: Asylum  | Dr. Oliver Thredson         | TV-serie (2012-2013)         |
| 2013 | Star Trek Into Darkness        | Spock                       | Film                         |
| 2014 | We'll Never Have Paris         | Jameson                     | Film                         |
| 2015 | I am Michael                   | Benett                      | Film                         |
| 2015 | Hitman: Agent 47               | John Smith                  | Film                         |
| 2015 | The Slap                       | Harry                       | TV-serie                     |
| 2015 | Hannibal                       | Neal Frank                  | TV-serie, gästskådespelare   |
| 2016 | Tallulah                       | Andreas                     | Film                         |
| 2016 | Star Trek Beyond               | Spock                       | Film                         |
| 2016 | Snowden                        | Glenn Greenwald             | Film                         |